# Тафсир ас-Саади
«Тафси́р ас-Саа́ди» (араб. تفسير السعدي‎) или «Тайсир аль-Карим ар-Рахман фи тафсир калам аль-Маннан» (араб. تيسير الكريم الرحمن في تفسير كلام المنان ‎ — «Облегчение Великодушного, Милостивого в толковании слов Щедрого») — тафсир (богословский комментарий) к Корану Абдуррахмана ибн Насира ас-Саади (1889—1957).
Тафсир ас-Саади был написан в промежутке между 1923 и 1925 годами. В предисловии автор отметил, что его главной целью является «разъяснение смысла откровений», а подробный анализ слов и предложений не был включён в книгу потому, что прежние «толкователи Корана справились с этим настолько прекрасно, что их последователям больше нечего добавить».
Тафсир Абдуррахмана ас-Саади является одним из немногих толкований Корана, полностью переведённых на русский язык (перевод выполнен Эльмиром Кулиевым).

## Список изданий
- В издательстве «ас-Салафийя» (Египет) в 1956 году в пяти частях.
- В издательстве «ас-Саидийя» (Эр-Рияд) в 7 томах.
- В издательстве «ар-Рисала» (Бейрут) в 1995 году в одном большом томе.

Также существует краткое изложение Тафсира ас-Саади, написанное самим автором: «Тайсир аль-Латиф аль-Маннан фи халасат тафсир аль-Куран». Эта книга издана в издательстве «аль-Имам» (Египет) в 1948 году и в Национальной типографии в Унайзе (Саудовская Аравия) в 1988 году.